# E. T. A. 호프만
에른스트 테오도어 빌헬름 호프만(독일어: Ernst Theodor Wilhelm Hoffmann, 1776년 1월 24일 ~ 1822년 6월 25일)은 독일의 후기 낭만주의 작가이자 작곡가이다. 프로이센의 쾨니히스베르크(현재의 러시아 칼리닌그라드)에서 출생하였으며 그림과 음악에 뛰어났고 대법원 판사를 지냈다. 그 후 소설을 쓰기 시작했는데 공상적이며 마법적인 기괴한 것이 많으며 에드거 앨런 포를 비롯해 니콜라이 고골, 찰스 디킨스, 샤를 보들레르, 표도르 도스토옙스키, 프란츠 카프카 등의 문인들에게 영향을 주었다. 또한 로베르트 슈만, 자크 오펜바흐, 표트르 차이콥스키, 파울 힌데미트, 리하르트 바그너, 레오 들리브 등과 같은 음악인들이 작곡한 작품의 원천이 되거나 영감을 주기도 했다. 그리고 문인과 음악인뿐만 아니라 알프레드 히치콕, 잉마르 베리만, 길예르모 델 토로 등과 같은 영화 감독에게도 영향을 주었다. 정신분석학의 선구자 지그문트 프로이트는 그의 작품인 〈모래 사나이〉를 대상으로 논문 〈섬뜩함〉(독일어: Das Unheimliche)을 쓰기도 했다.

## 주요 작품

### 문학
- 《숫고양이 무르의 인생관》(독일어: Lebensansichten des Katers Murr)
- 《밤의 풍경》(독일어: Die Nachtstücke)
  - 〈모래 사나이〉(독일어: Der Sandmann)
  - 〈적막한 집〉(독일어: Das öde Haus)
  - 〈장자 상속〉(독일어: Das Majorat)
- 《제라피온 형제들》(독일어: Die Serapionsbrüder)
  - 〈호두까기 인형과 생쥐 대왕〉(독일어: Nussknacker und Mausekönig)
  - 〈이그나츠 데너〉(독일어: Ignaz Denner)
  - 〈팔룬의 광산〉(독일어: Die Bergwerke zu Falun)
- 이 밖에도 많은 작품이 있다.

### 음악

#### 합창
- 미사 라단조(1805)
- 미제레레 내림 나단조(1809)

#### 가곡
- 흘러내린 흰 식탁(1811)

#### 오페라
- 불멸의 약(1808)
- 운디네(1816)

#### 기악(관현악, 실내악, 피아노곡)
- 교회용 음악 서곡 라단조(1801)
- 다섯 개의 피아노 소나타(가장조, 바단조, 바장조, 바단조, 올림 다단조)(1805~8)
- 교향곡 내림 마장조(1806)
- 하프 5중주 다단조(1807)
- 대 삼중주 마장조(피아노 3중주)(1809)

## 참고 자료
- 이 문서에는 다음커뮤니케이션(현 카카오)에서 GFDL 또는 CC-SA 라이선스로 배포한 글로벌 세계대백과사전의 내용을 기초로 작성된 글이 포함되어 있습니다.